# (36977) 2000 SK320
2000 SK320 (asteroide 36977) é um asteroide da cintura principal. Possui uma excentricidade de 0.13921590 e uma inclinação de 3.81294º.
Este asteroide foi descoberto no dia 29 de setembro de 2000 por Spacewatch em Kitt Peak.